# Léon Le Guay
Pour les articles homonymes, voir Le Guay.
Albert-Léon, baron Le Guay (3 juillet 1827 à Paris - 25 janvier 1891 à Angers), est un haut fonctionnaire et homme politique français.

## Biographie
Petit-fils du général François-Joseph Leguay et riche propriétaire en Maine-et-Loire, il s'était spécialement occupé d'agriculture lorsqu'il entra dans l'administration, le 28 mars 1871, comme préfet de Maine-et-Loire. 
Le gouvernement de « l'ordre moral » lui donna de l'avancement : Beulé le nomma secrétaire général du ministère de l'Intérieur, poste qu'il occupa du 17 juin 1873 au 21 décembre 1873 ; il eut en même temps le titre de conseiller d'État en service extraordinaire. Envoyé ensuite à la préfecture du Nord, il fut candidat des conservateurs-monarchistes de Maine-et-Loire aux élections sénatoriales du 30 janvier 1876, et fut élu sénateur. 
Le baron Le Guay prit place à droite, vota pour la dissolution de la Chambre des députés, soutint le gouvernement du Seize-Mai, combattit le ministère Dufaure, et fut réélu sénateur de Maine-et-Loire, le 5 janvier 1879. Il continua d'opiner avec le parti conservateur et obtint encore le renouvellement de son mandat, le 5 janvier 1888.

## Distinctions
- Commandeur de l'ordre de Saint-Grégoire-le-Grand
- Officier de la Légion d'honneur

## Sources
- « Léon Le Guay », dans Adolphe Robert et Gaston Cougny, Dictionnaire des parlementaires français, Edgar Bourloton, 1889-1891 [détail de l’édition]